# Chano (cantante)
Santiago Moreno Charpentier (Buenos Aires; 23 de septiembre de 1981), conocido artísticamente como Chano, es un cantante, compositor, poeta y guitarrista argentino, líder de Tan Biónica.

## Carrera
Alcanzó la prominencia como el frontman del grupo Tan Biónica, que formó con su hermano Bambi durante la primera mitad de la década de 2000. 
En la misma se desempeñaba como cantante y principal compositor, así como ocasional pianista o guitarrista en los shows en vivo. 
Además del reconocimiento por el fenómeno generado por la banda, Chano también fue foco de atención mediática debido a distintos episodios de su vida personal que se hicieron públicos, como accidentes automovilísticos, inconvenientes de salud, su relación con las drogas y con numerosas mujeres de la farándula argentina, como Celeste Cid, Carla Quevedo y Juana Viale, entre otras.
Desde el anuncio del impasse de Tan Biónica, se aboca a su carrera solista, cosechando gran éxito con los álbumes El otro, El doble y El camino (publicados en 2018, 2019 y 2022 respectivamente).

## Biografía
Chano nació como Santiago Moreno Charpentier en la clínica Bazterrica. 
Creció junto a su hermano menor Gonzalo, más conocido como «Bambi», en el barrio de Saavedra.Allí vivieron su infancia junto a su padre y su madre hasta su separación, ocurrida cuando los hermanos tenían 8 y 5 años respectivamente.
Realizó sus estudios secundarios en el Instituto Obras, ubicado en el mismo predio que el Estadio Obras, en donde junto a su hermano Bambi y a Seby (futuros bajista y guitarrista de Tan Biónica) veían las pruebas de sonido de los grupos nacionales e internacionales que allí se presentaban, lo cual los inspiró en lo que luego sería su carrera musical. Respecto de los inicios de la misma, Chano ha dicho que "siempre tuvimos la rutina de ir sábados y domingos a ensayar, desde los 15 años", considerando que la música era la única vocación que habían logrado encontrar en la vida.
Desde una temprana edad mostró su pasión por el fútbol, siendo un ferviente hincha del  Club Ferrocarril Oeste desde sus 10 años. Su conexión con el equipo trasciende la admiración, ya que a los 13 años se tatuó en su brazo izquierdo el escudo del club.
Se fue de su casa a los 17 años, según él, para "probar la experiencia de vivir solo, trabajando", contando igualmente con la ayuda económica de su padre, que poco antes se había ido a vivir a España. A los 18 años, comenzó a trabajar como fotógrafo en bares y pubs para una empresa llamada El Zoom. Según cuenta Chano, en aquel momento las cámaras digitales eran un objeto novedoso y la gente fotografiada se sorprendía al poder ver la imagen al instante siguiente a ser tomada. Refiriéndose a su relación con la música en aquel momento, Chano dijo "yo tenía teclados en mi casa, guitarras [...] estaba entendiendo que eso era lo que yo quería hacer".
Tuvo un acercamiento más profundo al mundo del espectáculo luego de aproximadamente un año de trabajar como fotógrafo, cuando lo enviaron a tomar fotografías a Club 69, un bar que era frecuentado por músicos y actores reconocidos, quienes, según Chano, "odiaban la cámara, ¡me miraban con un desprecio...!" Aun así, el lugar le agradó y, para poder seguir concurriendo con su trabajo como excusa, se "inventaba las fotos", tomándolas en otros lugares donde la gente sí aceptaba ser fotografiada, y haciéndolas pasar por imágenes conseguidas en el susodicho bar, hasta que el engaño fue descubierto por los dueños de la empresa, quienes lo despidieron.

## Carrera musical

### 2002-2016: Tan Biónica
Junto a su hermano Bambi y Seby, conformaron a fines de los '90 la banda MIC, de estilo cercano al punk rock. En 2001, se sumaría Diega en la batería, llegando así a la formación original de Tan Biónica, aún sin el nombre definitivo. 
Al frecuentar los círculos sociales a los que había llegado a través de su trabajo como fotógrafo, comenzarían sus problemas con las adicciones y los excesos:

[...]no me sentía parte de ningún grupo, no me sentía parte de nada. 
De hecho hasta me costaba relacionarme incluso en Tan Biónica, con mis amigos de toda la vida.[...] Estaba buscando algo y lo encontré ahí de casualidad, llegué a esa jungla y dije "Bueno, este es mi lugar". No sé si realmente lo era, pero sí que me ayudó a dar un volantazo. Me ayudó a elegir mis vocaciones, me ayudó a conocer gente, a tocar fondos que después me ayudaron a lograr cosas importantes.[...] Yo creo que, por ejemplo, las drogas son un ruido en el mensaje entre el artista y su público. Yo creo que a mí me pueden haber ayudado en algún momento como para darme cuenta [de] temas vocacionales o como para destapar ciertas cosas de mi personalidad, que me funcionaron, hasta que en algún momento no me funcionaron más porque empezaron a gobernarme la vida.

La banda editó entonces un EP debut, Wonderful noches (2003) y luego, cuatro discos de estudio: Canciones del Huracán (2007), Obsesionario (2010), Destinología (2013) y Hola Mundo (2015).
Con el lanzamiento del disco Obsesionario (2010), y su primer sencillo, «Ella», el grupo se convirtió en la gran revelación musical del año en Argentina. Luego le siguieron «Beautiful», «Obsesionario en La Mayor» y «Loca», los cortes de difusión que mantuvieron a Tan Biónica en los tops radiales de Chile, logrando que la banda lleve su música a países como España, México, Venezuela, Paraguay, Uruguay y Francia. Por su parte, los videoclips de aquellos cortes alcanzaron los primeros puestos en los principales rankings de los canales de música locales.
En 2012, Tan Biónica recibió por parte de CAPIF, dos premios Carlos Gardel (Mejor álbum Artista Pop y Mejor álbum Artista nuevo), y la Cadena 40 Principales España le entregó el galardón de «Mejor Artista Latino». Asimismo, fue nominada a los Grammys Latinos y recibió distinciones de Los 40 Principales México, MTV Europa, Rolling Stone, Clarín y Nickelodeon.
En junio de 2012, la banda despidió el Obsesionario Tour, cerrando así un ciclo de suma importancia en sus carreras. Entre los shows de la gira, con más de 100 conciertos en distintos países y ciudades, se pueden resaltar las visitas a México, Francia y Portugal (representando a la República Argentina en el Rock in Río 2012, realizado en la ciudad de Lisboa). La banda cerró este exitoso ciclo con tres shows realizados en el Estadio Luna Park de la Ciudad de Buenos Aires, concluyendo así su gira. 
Tras el éxito de la canción «Ciudad Mágica» (lanzado el 19 de noviembre de 2012), en mayo de 2013 se lanza a la venta Destinología, con el que recorren todo el país a través del llamado Tour Destinológico.
Obsesionario, Destinología y Hola Mundo han alcanzado el galardón de disco de platino, vendiendo cada uno más de 100 mil copias.
A principios de 2014 Tan Bionica firmó contrato con Universal Music Group y comenzaron a trabajar sobre los demos de lo que sería Hola Mundo, el cuarto disco de estudio de la banda. La grabación del nuevo trabajo se llevó a cabo mayormente en los meses previos y durante la última etapa del Tour Destinológico. El 4 de noviembre (fecha que se volvió emblemática para la banda y sus seguidores a raíz del éxito de «La melodía de Dios», tema incluido en Destinología) se lanzó a nivel latinoamericano el primer sencillo oficial del nuevo álbum, «Hola Mi Vida», cuyo videoclip oficial se estrenó el 7 de diciembre en el show de cierre de la gira mencionada, luego de los miembros de Tan Biónica viajaron a Los Ángeles para completar la grabación y realizar la mezcla de Hola Mundo junto al reconocido productor Rafa Sardina. Hola Mundo finalmente fue editado el 18 de mayo de 2015, convirtiéndose rápidamente en disco de oro.[cita requerida]
Este camino recorrido por el grupo durante más de una década, los llevaría a consolidarse como una de las bandas más escuchadas en Argentina en los últimos años, considerado por la prensa especializada nacional e internacional como "fenómeno joven" o como "el fenómeno rock más grande que la Argentina ha tenido desde el año 2000".

### 2016-20: Inicio de carrera solista
En marzo del 2016, Chano protagoniza el tercer accidente vial en siete meses. Tras esto, Tan Bionica se llama a silencio, sin realizar presentaciones ni ensayos. Frente a los rumores de separación, el cantante anuncia vía Facebook que realizaría un reality show titulado #BuscarLaCanción junto a Esmeralda Mitre, alegando que estaba buscando hacer un tema como proyecto separado de la banda pero negando ruptura.
El 19 de abril, las redes sociales de la banda anuncian un impasse, aclarando que no realizarán funciones en vivo por un tiempo. Chano arremetió contra la banda vía Twitter, dejando en evidencia su distanciamiento con el resto del grupo.
Finalmente, la canción compuesta durante el reality, Carnavalintro, fue publicada bajo el sello de Universal Music Argentina. De esta manera, Chano iniciaría su recorrido como cantante solista, continuando con la grabación y la edición de distintos sencillos durante 2017 y 2018, en simultáneo con la realización de apariciones públicas para promocionarlos en eventos, presentaciones en TV y el comienzo de sus presentaciones con banda propia en el verano de 2018. El 17 de diciembre de 2018, luego de editar 8 temas, llegó el lanzamiento de El otro, su primer álbum, en el cual estas canciones en solitario aparecieron agrupadas, junto a 2 inéditas. 
A comienzos de 2019, Chano armó un estudio en su quinta en Exaltación de la Cruz, y en declaraciones a los medios, aseguró que se encontraba "grabando con un dream-team, haciendo una obra absolutamente zarpada que va a superar a cualquier disco", A partir de su actividad en redes sociales, se pudo saber que el material nuevo estaba siendo producido junto a Diego Lichtenstein (exbaterista de Tan Biónica), Martín Pomares (colaborador habitual de Tan Biónica en sus discos y director de la banda de Chano en ese momento) y Germán Wiedemer. Luego de adelantar los temas «Sonatina en Si Sostenido» el 3 de mayo y el que le dio título al disco el 13 de septiembre, Chano lanzó "El doble", su segundo trabajo de estudio de larga duración. El 28 de febrero de 2020 publicó en las plataformas digitales un nuevo sencillo, titulado «La memoria de Vinicius», el cual había sido previamente estrenado como cortina del programa Lanata sin filtro emitido por Radio Mitre y conducido por Jorge Lanata, amigo del cantante.

### 2020-21: Nueva sociedad creativa, brote psicótico y vuelta a los escenarios
El 2020 encontró la actividad pública de Chano atravesada por el aislamiento obligatorio que tuvo lugar como consecuencia de la pandemia de COVID-19, limitándose así mayormente a la realización de vivos en redes sociales. Sin embargo, a principios de 2021, contó a través de Instagram que se encontraba trabajando en 3 canciones con Renzo Luca, joven productor oriundo de la ciudad de La Plata que ya venía cosechando vasta experiencia colaborando con artistas tan disímiles como Cruzando el Charco, Bizarrap o Alejandro Lerner. Lo definió como "uno de los productores del momento", y se refirió a su vínculo con él de la siguiente manera:

Fue un compañero generoso, me enseñó una nueva manera de hacer la música y nunca dejó de practicar la tolerancia, afinar la paciencia y empatizar con lo que me pasaba. Renzo es mucho más chico que yo y me está enseñando mucho, es una gran persona y me ayudó a volver a sentirme vivo como artista.

El 21 de mayo de 2021 se conoció una de las obras producto de esta asociación artística, el sencillo «Mecha», que además se trataba del primer adelanto del que luego sería el tercer disco de Chano. Pero poco después, el 26 de julio de 2021, el cantautor protagonizó un confuso episodio en el cual (según la versión policial) luego de sufrir un brote psicótico por el forcejeo con un policía (que le propinó un balazo y casi le cuesta la vida) Chano fue internado y trasladado a terapia intensiva donde le extirparon el bazo, un riñón y parte del páncreas.Días después, el 23 de septiembre Chano publicó un video en todas sus redes donde agradecía todo el apoyo que había recibido y anunciaba el lanzamiento de su nuevo sencillo, Quarentina, que vio la luz ese mismo día.
El 4 de noviembre, fecha clave en el repertorio de Tan Biónica y, por extensión, en el público de la banda, Moreno Charpentier volvió a los escenarios luego de casi dos años, en una noche que lo vería pisando nuevamente el Luna Park acompañado de una formación integrada por jóvenes músicos con recorrido en la escena urbana, dirigida por el mismo Renzo Luca, quien fue señalado la prensa como "el sostén musical de Chano en esta etapa.
Los distintos sencillos que Chano fue lanzando a lo largo de 2021 y 2022 quedaron plasmados finalmente en el álbum El camino, subido sin previo aviso a las plataformas digitales el 27 de diciembre de 2022 junto con el estreno del videoclip de «Nunca nos fuimos», primera canción de dicha obra, la cual cuenta con la participación del joven artista urbano Luck Ra.
El día 18 de febrero de 2023 se conoció que se encontraba internado en el sanatorio Otamendi, en Recoleta, desde el 17 de febrero a la mañana. En palabras, su madre, Marina Charpentier, "creemos que puede haber cometido errores en la ingesta de la medicación".

### 2023-presente: Regreso de Tan Biónica
Durante la presentación de Chano en el festival Lollapalooza Argentina 2023, ocurrió la aparición sorpresa de Tan Biónica, donde interpretaron 4 temas. Al final del show, el grupo anunció que muy pronto se volverían a presentar en vivo para darle a sus fanes "una última noche mágica". El viernes 12 de mayo a las 12:00 p. m. se daría a conocer vía redes sociales el show, siendo el 28 de octubre en el Estadio José Amalfitani, ciudad de Buenos Aires. En 2023, se presentó junto a la banda en el Estadio de River Plate en condición de sold-out. El show fue grabado y publicado como La Última Noche Mágica En Vivo - Estadio River Plate.

## Participaciones públicas
Streaming en Twitch
En mayo de 2021, 'Chano' Charpentier se unió a la plataforma de streaming en vivo Twitch, un evento que se publicitó bajo el nombre de "chanoentwitch". Esta decisión llegó después de que Twitch experimentara un crecimiento significativo durante la cuarentena de COVID-19, atrayendo a una variedad de personalidades del entretenimiento y los medios de comunicación.
El proyecto 'chanoentwitch' fue producido por Dante Militello, también conocido como Dantezor en Twitch, un gerente de tecnología y mentor que había trabajado previamente en la producción de contenido para la plataforma. Dantezor se describe a sí mismo como un "Tech Guy, Dev & IT", y ha producido contenido para varios otros streamers además de 'Chano' Charpentier.
Aunque los detalles exactos del contenido producido durante el evento "chanoentwitch" no se han documentado completamente, la decisión de 'Chano' de unirse a Twitch marcó una expansión de su presencia en los medios y la industria del entretenimiento. 'Chano' se unió a un creciente número de músicos y artistas que han recurrido a las plataformas de streaming en vivo para conectar con los fanes y compartir contenido durante la pandemia de COVID-19.
Otras participaciones
Aparte de su recorrido junto a Tan Biónica y como solista, Chano también tuvo participaciones en otros discos de diferentes bandas. Grabó junto con Infierno 18 el tema «Cortometraje» de su disco No hay lugar para dudar, junto con Los heladeros del tiempo grabó el tema «Marina del rey» del disco Espuma libertad, junto con Mancha de Rolando grabó el tema «Los libres» del disco homónimo, junto con La ciudad bajo la niebla grabó el tema «Eterna noche azul» del disco Salir a matar, junto con Kiodi produjo Waikiki, junto con Juan Rosasco en Banda grabó el tema «Mi patio» del disco Cuentos para coleccionar, y junto a Poncho grabó el tema «Una buena decisión» del disco Carnaval.
Ayudó con la composición de las letras de las canciones de Bersuit Vergarabat en el disco La revuelta y grabó un tema como solista con la colaboración de Cachorro López para la telenovela Graduados, tema que llevaba el mismo nombre del programa.
Participó como invitado en algunos conciertos de bandas como Ella es tan cargosa, Bersuit Vergarabat, No Te Va Gustar, Miranda!, La Mancha de Rolando, Virus, Moderatto, Fito Páez y Coti.
Tuvo una participación en la televisión en la serie Viudas e hijos del rock and roll en donde es entrevistado en la «Z-Rock» y en un momento su personaje se cruza con «Vera», personaje interpretado por Celeste Cid (su exnovia).

## Vida personal

### Accidente en 2015
El 5 de agosto de 2015, Chano protagonizó un accidente de tránsito. Mientras conducía una camioneta Dodge RAM, pierde el control y comienza a chocar al menos ocho autos que se encontraban estacionados en el lugar. Continúa realizando maniobras peligrosas, arrastra un auto y choca el portón de una vivienda. Posterior al accidente, los abogados de Chano afirmaron que el accidente fue producto de una fuga de un intento de robo y que luego perdió el control provocando los choques.  Chano chocó en marzo de 2016 contra el acoplado de un camión en el kilómetro 49 de la ruta 3 a la altura de la localidad de Virrey del Pino.

### Denuncia por abuso sexual y físico
La relación con la artista Militta Bora estuvo marcada por situaciones de violencia de parte de Chano contra ella. Bora denunció de modo civil y penal contra Chano por situaciones de abuso físico y sexual en el año 2018. Dicha causa fue ordenada reabrirse en el 2021 por la justicia siendo que la Cámara de Cesación determinó que los jueces que llevaron adelante la causa no investigaron debidamente. Casación ordenó sortear un nuevo juez y dar intervención al Ministerio Público Fiscal “para que prosiga el trámite”

## Discografía

### Junto a Tan Biónica
- 2001: Tapa de moda
- 2003: Wonderful noches
- 2007: Canciones del huracán
- 2009: Canciones del huracán + Wonderful Noches
- 2010: Obsesionario
- 2013: Destinología
- 2014: Obsesionario (Black Edition)
- 2014: Destinología (Black Edition)
- 2015: Hola Mundo

### Como solista
- 2018: El otro
- 2019: El doble
- 2022: El camino

### Sencillos como solista
| Año  | Sencillo                      | Máxima posición |
| Año  | Sencillo                      | ARG             |
| ---- | ----------------------------- | --------------- |
| 2016 | «Carnavalintro»               | 11              |
| 2017 | «Naistumichiu»                | 13              |
| 2017 | «Claramente»                  | 13              |
| 2017 | «Para vos»                    | -               |
| 2018 | «La noche»                    | -               |
| 2018 | «Amor y Roma»                 | -               |
| 2018 | «El susto» (ft. Karen Méndez) | -               |
| 2018 | «Yueves» (ft. Paty Cantú)     | -               |
| 2019 | «Sonatina en Si sostenido»    | -               |
| 2019 | «El doble»                    | -               |
| 2021 | «Mecha»                       | 26              |
| 2021 | «Quarentina»                  | -               |
| 2022 | «Oración al sol»              | -               |
| 2022 | «Instante» con Bambi          | -               |
| 2022 | «Como vos»                    | -               |

### Videos musicales como solista
| Año  | Canción                        |
| ---- | ------------------------------ |
| 2016 | «Carnavalintro»                |
| 2017 | «Naistumichiu»                 |
| 2017 | «Claramente»                   |
| 2017 | «Para vos»                     |
| 2018 | «La noche»                     |
| 2018 | «Amor y Roma»                  |
| 2018 | «El susto»                     |
| 2018 | «Yueves»                       |
| 2019 | «Sonatina en Si sostenido»     |
| 2019 | «El doble»                     |
| 2019 | «La despedida al sol»          |
| 2021 | «Mecha»                        |
| 2021 | «De su color»                  |
| 2022 | «El himno de nosotros»         |
| 2022 | «Cielo» con Bambi              |
| 2022 | «Oración al sol»               |
| 2022 | «Instante» con Bambi           |
| 2022 | «Como vos»                     |
| 2022 | «Nunca nos fuimos» con Luck Ra |